# اپیتیواستانول
اپیتیواستانول (به انگلیسی: Epitiostanol) با فرمول شیمیایی C19H30OS یک ترکیب شیمیایی با شناسه پاب‌کم 3243 است. که جرم مولی آن ۳۰۶٫۵۱ گرم بر مول می‌باشد. 